# 鄭成功 (無綫電視劇)
《鄭成功》是香港無綫電視1987年所拍攝的電視連續劇，全劇一共24集，監製伍潤泉，主要演員有呂良偉、吳鎮宇、戚美珍、容惠雯等。

## 故事大綱
鄭芝龍(劉兆銘飾)為海盜出身，於東洋娶妻田川氏(韓馬利飾)，在日本生下一子鄭成功(呂良偉飾)。成功回中國後，修文習武，兼得中、日武學真傳，熟讀兵書，胸懷大志，後結識衛中原(吳鎮宇飾)，成生死之交。 
明朝末年，政治腐敗，滿清大舉南下，入侵中原，成功與父親在南京擁立永曆帝，起兵護國。其後邂逅女俠楊素珊(戚美珍飾)，二人萌生愛意，但成功礙於與董太醫之女董雪宜(容惠雯飾)有婚約在先，只能辜負素珊一番心意。成功歷盡艱辛，但繼母顏氏(狄波拉飾)甘為滿清奸細，賣國求榮，成功之父被擄迫降，生母殉國，素珊更為了成全成功，勇救雪宜而犧牲。 
成功仍不氣餒，惜時不我與，生死之交中原發現自己竟是滿清大將鰲拜(楊澤霖飾)失散之子，陣上倒戈相向，使成功在南京一戰，全軍覆沒，只能與妻兒子女退守台灣……

## 演員表
- 呂良偉飾鄭森/鄭成功
- 關灼元
- 徐忠信飾施琅
- 李國麟
- 李國平
- 孫季卿
- 黃宗賜
- 葉天行
- 白茵
- 吳鎮宇飾衛中原
- 劉丹
- 狄波拉
- 朱璧汶
- 劉兆銘飾鄭芝龍
- 區嶽
- 湘漪
- 戚美珍飾楊素珊
- 容惠雯飾董雪兒
- 黃新
- 劉江飾唐王
- 馮國
- 黎冠成
- 虞天偉
- 馬慶生
- 黃思恩
- 田青
- 梁愛
- 梁少狄
- 曾偉明
- 吳華山
- 張英才飾福王
- 駱應鈞飾馬士英
- 何國強

- 吳業光
- 張帆
- 陳東
- 冼蓮寶
- 石毅魂
- 楊澤霖飾鰲拜
- 麥子雲
- 龍天燊
- 朱鐵和
- 韓馬利飾田川
- 劉俊能
- 張敬諾
- 凌漢
- 范秋生
- 梅智清
- 陳淑誼
- 陳鳳冰
- 余慕蓮
- 徐廣林
- 陳中堅
- 曾健明
- 梁潔芳
- 張肇麟
- 俞明
- 褚肇祺
- 鮑偉亮
- 黃一飛
- 胡美儀
- 白蘭
- 藍天
- 何貴林
- 吳夏萍
- 陳嘉賢
- 譚一清
- 陳均榕
- 李揚道
- 鄭藩生
- 鄧汝超
- 麥皓為飾張煌言
- 何廣倫
- 談泉慶
- 馮瑞珍
- 郭鋒飾司馬曉鋒
- 何漢洲
- 田永加
- 區偉麟
- 許堅信
- 李海生
- 黎冠成
- 蘇漢生
- 鄭君熾
- 關清